# 新派笛子
新派笛子是中國當代的一個竹笛流派，產生於1950年代，以劉森為首，相對於北派笛子重視力度，南派笛子重視氣韻，新派的笛子樂曲風格重視曲調的旋律以及歌唱性，運用較多的顫音、滑音、震音等技巧。
最初劉森並未試圖使這種風格成為一個流派，但這種吹奏方式及曲風受到歡迎，而其學生簡廣易、李鎮、張延武等人，進一步發展這種風格的笛子吹奏方式，並創作不少樂曲，影響及於許多的笛子演奏家。由於這種風格不同於當時已有的南派和北派，因此被人稱作新派笛子。但因為新派所用的一些技巧（如滑音、吐音）仍與北派笛子較接近，且著名笛曲的旋律大多來自於北方的民間音樂、民歌或具有北方的風格，因此也有人將之歸類為北派笛子的一支。
近年南北派的界限分歧在逐漸消失，馮子存、劉管樂等人影響下的新一代笛子演奏家如張維良等，雖然保留了北派笛子的風貌，同時也擅長南派笛子的技巧和氣息的運用，而南派笛子演奏家如俞遜發、詹永明等也都兼擅北派笛子。

## 代表人物及作品
- 劉森(1937-)
作品《牧笛》有重視旋律及歌唱性等風格，對後來著名演奏家包括簡廣義、李鎮等產生影響。
- 簡廣易(1944-2000)

《牧民新歌》
《山村迎親人》
- 李鎮(1944-)

《顎爾多斯的春天》
《大青山下》
- 馬迪(1956-)

《秦川抒懷》
- 張延武(1976-)

《鄉歌》